# Syntomacris flavomaculatus
Syntomacris flavomaculatus is een rechtvleugelig insect uit de familie veldsprinkhanen (Acrididae). De wetenschappelijke naam van deze soort is voor het eerst geldig gepubliceerd in 1940 door Günther.